# Degayu
Degayu is een bestuurslaag in het regentschap Pekalongan van de provincie Midden-Java, Indonesië. Degayu telt 6595 inwoners (volkstelling 2010).